# Christine Kurzhals
Christine Kurzhals (* 31. Mai 1950 in Böhlen als Christine Mierl; † 4. Mai 1998 in Leipzig) war eine deutsche Politikerin (SPD). Sie war von 1994 bis zu ihrem Tod Abgeordnete des Deutschen Bundestags.

## Leben
Kurzhals war gelernte Maschinenbauzeichnerin, bevor sie an einer Fachschule ein Studium zur Ingenieurin für Chemieanlagenbau absolvierte. Nachdem sie sich als Vermessungstechnikerin fortgebildet hatte, arbeitete sie als Chemieanlageningenieurin und Sachbearbeiterin für Vermessungstechnik. Außerdem war sie als Dozentin für Umschüler in der Vermessungstechnik tätig. Im Jahr 1990 wurde sie Schöffin am Amtsgericht in Borna.

## Politik
Kurzhals gehörte bis 1989 keiner Partei an und war danach eine der Mitgründer des SPD-Ortsvereins in Borna. Sie übernahm zeitweise den Vorsitz des Vereins und war auch im Vorstand des Unterbezirks vertreten, außerdem war sie Stadträtin. Sie wurde bei der Bundestagswahl 1994 über die Landesliste von Sachsen in den deutschen Bundestag gewählt, dem sie bis zu ihrem Tod angehörte. Sie gehörte als ordentliches Mitglied dem Ausschuss für Post und Telekommunikation und dem Ausschuss für Familie, Senioren, Frauen und Jugend an. Als Nachrücker wurde Jens Heinzig Mitglied des Bundestages.